# Dorfkirche Horno (Forst (Lausitz))

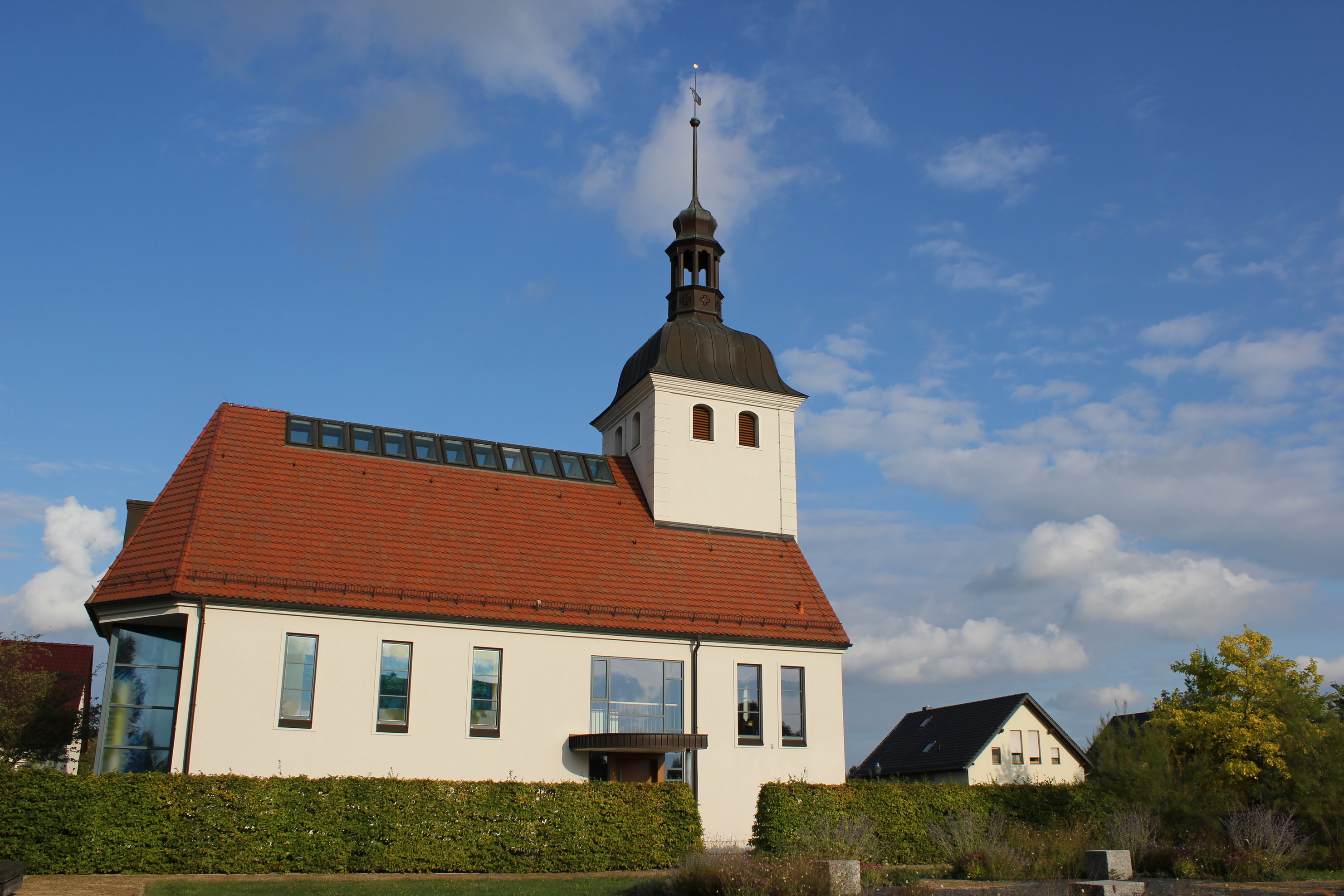
Kirchenschiff der Dorfkirche Horno (2013)

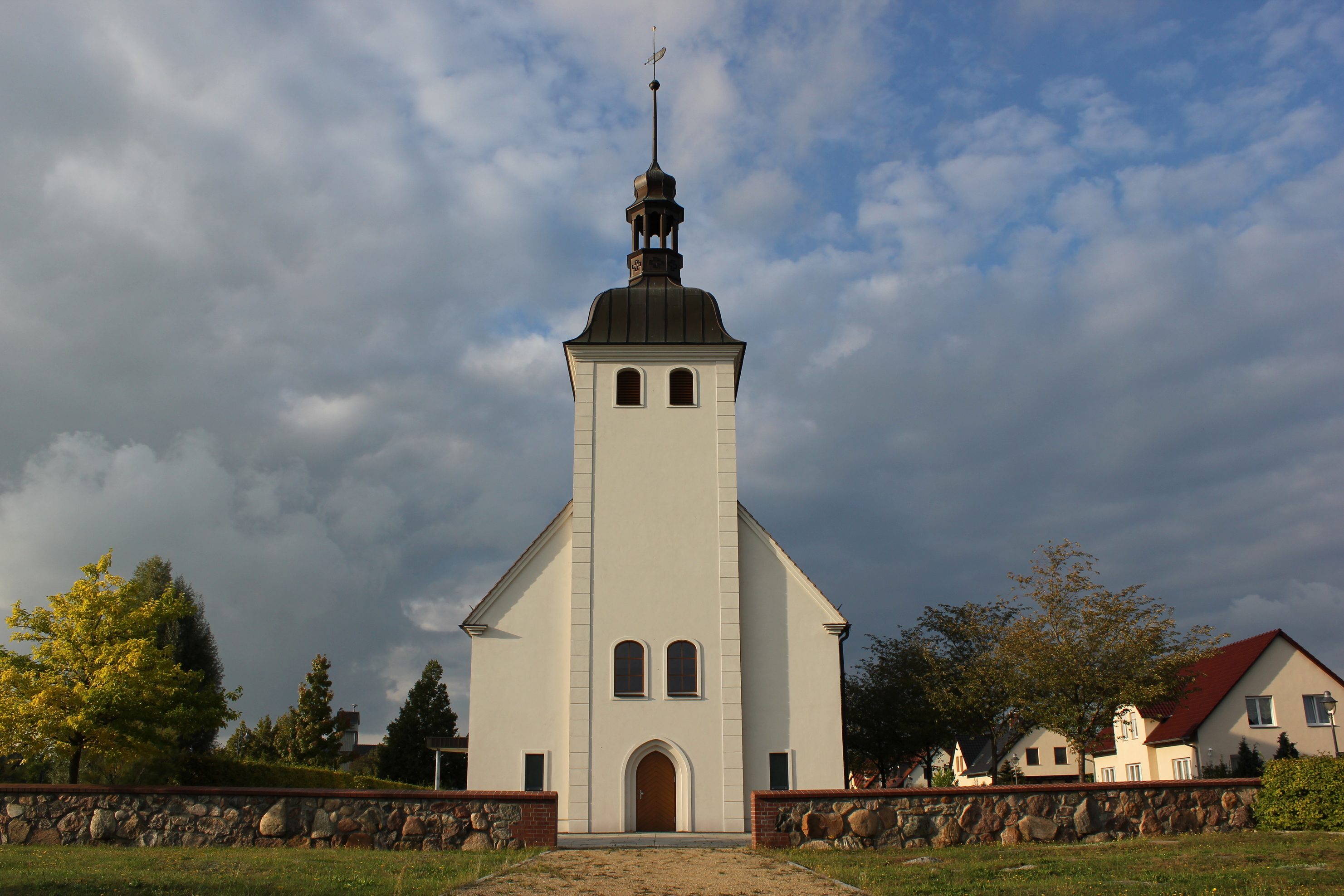
Blick auf den Turm (2013)

Die Dorfkirche Horno ist das Kirchengebäude im Ortsteil Horno der Stadt Forst (Lausitz) im Landkreis Spree-Neiße in Brandenburg. Es gehört der Kreuzkirchengemeinde Forst-Nord im Kirchenkreis Cottbus, der Teil der Evangelischen Kirche Berlin-Brandenburg-schlesische Oberlausitz ist. Die Kirche entstand im Zuge der Umsiedlung des für den Tagebau Jänschwalde abgebrochenen Dorfes Horno bei Jänschwalde.

## Architektur und Geschichte
Die Dorfkirche Horno wurde in den Jahren 2003 und 2004 errichtet, während der Jänschwalder Ortsteil Horno und damit auch die alte Dorfkirche Horno für den Braunkohlebergbau in der Lausitz umgesiedelt und devastiert wurde. Die Kirche ist in ihren Abmessungen der alten Kirche nachempfunden. Der Turmaufsatz ist dem Dachturm der abgerissenen Dorfkirche nachempfunden, die Zwiebelhaube mit Laterne wurde vor der Sprengung der Kirche abgebaut und auf den Turm des Neubaus aufgesetzt. Die beiden aus der alten Kirche übernommenen Glocken wurden durch eine neu angefertigte Gussglocke aus der Kunst- und Glockengießerei Lauchhammer ergänzt. Der Kirchhof ist mit einer Mauer aus Ziegeln und Feldstein eingefriedet.
Im Innenraum hat die Kirche einen gläsernen Altarraum, der von dem Architekturbüro Woskowski aus Cottbus entworfen wurde. Der Altar aus dem 18. Jahrhundert wurde unter Verwendung der Säulen und als Rahmung für ein Glasmosaik von Helge Warme verwendet. In der Mensa wird in einem gläsernen Kubus Erde aus Alt-Horno aufbewahrt. Im Dachgeschoss der Kirche befindet sich seit Oktober 2006 ein Kirchliches Informations- und Begegnungszentrum.